# En af drengene
En af drengene (título internacional: One of the Boys) é uma série de televisão dinamarquesa que foi transmitida originalmente no serviço de streaming Viaplay em 2023 e produzida pela Apple Tree Productions. É escrita e dirigida por Teys Schucany junto com o roteirista Frederik Rye.
Em 2024, a série recebeu um Prêmio Emmy Internacional de melhor série infantil em live action.

## Elenco
- Jonathan Meinert Pedersen	...	 Lau
- Jacob Spang Olsen	...	 Aksel
- Oliver Tikotzki	...	 William
- Mingus Hassing Hellemann	...	 Dennis
- Morten Burian	...	 Michael
- Rasmus Botoft	...	 Henrik

## Prêmios e indicações
| Ano  | Prêmio                        | Categoria                            | Indicado       | Resultado |
| 2024 | 52º International Emmy Awards | Melhor série infantil em live action | En af drengene | Venceu    |